# Мураха (моторолер)
«Мура́ха» (рос. «Муравей») — назва радянських триколісних вантажних моторолерів, що вироблялися на «Туламашзаводі» з 1959 по 1995 рік. Існувало декілька модифікацій, створених на базі легкових моторолерів Т-200.

## Історія
В 1957 році, за ініціативою В. С. Манохіна та І. Г. Лерманова була розроблена конструкція вантажного моторолера на базі вузлів Т-200. Спочатку ці машини виготовлялися невеликими партіями як міжцеховий транспорт для заводів міста Тули. Після утвердження проекта  в 1959 році експертною радою Всесоюзної Торгової Палати їх випуск почав наростати.
У 1962 році проведено модернізацію ТВ-200. Було змінено форму переднього крила, встановлено нову передню вилку тягнучого типу. Змінено головку циліндра, що збільшила потужність двигуна до 9 к.с. Посилено щеплення, удосконалено конструкцію коліс. Цей моторолер отримав індекс ТВА-200.
З 1965 року почалася розробка абсолютно нової моделі моторолера, що отримав назву «Турист». В цій конструкції було усунено більшість недоліків моторолера ТВ-200/ТГА-200. Тримальний капот дозволив відмовитися від масивного трубчатого підрамника в задній частині машини. Нова передня важільна вилка забезпечила добру керованість (тільки нерегульований литий руль був слабким місцем машини). Однак, не вдалося почати виробництво розробленого спеціально для цієї моделі 250-кубічного двигуна. Перші серійні вантажні моторолери зійшли з конвеєра в 1968 році з назвою ТВМ-200 «Мураха». В ньому збільшилася вантажопідйомність до 250 кг.
В 1973 році була виготовлена партія моторолерів ТВМК-200 зі склотекстолітною кабіною.
З 1980 року було почато виробництво нового сімейства вантажних моторолерів на базі вузлів «Тулиця» зі збільшеною вантажопідйомністю до 255 кг. Вони були приведені до норм безпеки.
У 1990-х роках вдалося створити прототип дизельної «Мурахи» разом з австрійською компанією AVL. Всього зробили три модифікації: Мураха, Мураха-2, Мураха-3.  Простий в ремонті та обслуговуванні моторолер дозволяв перевозити великі вантажі, що й було метою модернізації. Таким чином, можливості Мурахи наблизилися до автомобільних. Довгий час тримався попит на моторолери, незважаючи на зростаючу  доступність автомобілів.
Постійна проблема з придбанням запчастин моторолера, деякою мірою вирішувалася за допомогою замовлень через «Посилторг».

## Модифікації
В перші роки виробництва, вантажне сімейство мало 2 модифікації: ТВ-200К з бортовою платформою, вантажопідйомністю 200 кг та ТВ-200Ф з кузовом-фургон. В 1962 році почалося виробництво ТВ-200І з ізотермічним кузовом для перевезення швидкопсуючих вантажів. ТВ-200  назви «Мураха» ще не мав.
- ТВ200 (Т-200 «Тула»)
- ТВА200 (Т-200М)
- ТВА200-01 («Турист»)
- ТВА200-01П
- Мураха 2 01 («Тулиця»)
- Мураха 2 02 («Тулиця-2»)
- Мураха 2 03 остання модель на 1991
- ГВС-1[3]

## Див. Також
- Тула (моторолер)
- Тула (мотоцикл)
- Вятка (моторолер)